# Клітищенська сільська рада
Клітищенська сільська рада — колишня адміністративно-територіальна одиниця та орган місцевого самоврядування у Черняхівському районі Волинської округи, Київської й Житомирської областей Української РСР та України з адміністративним центром у с. Клітище.

## Населені пункти
Сільській раді були підпорядковані населені пункти:
- с. Клітище
- с. Плехів

## Населення
Кількість населення ради, станом на 1923 рік, становила 981 особу, кількість дворів — 222.
Відповідно до результатів перепису населення СРСР, кількість населення ради, станом на 12 січня 1989 року, становила 513 осіб.
Станом на 5 грудня 2001 року, відповідно до перепису населення України, кількість мешканців сільської ради становила 427 осіб.

## Склад ради
Рада складалась з 12 депутатів та голови.

## Керівний склад сільської ради
| ПІБ                           | Основні відомості                                                                     | Дата обрання | Дата звільнення |
| ----------------------------- | ------------------------------------------------------------------------------------- | ------------ | --------------- |
| Лайчук Григорій Володимирович | Сільський голова, 1961 року народження, освіта, член народної партії                  | 26.03.2006   | 31.10.2010      |
| Лайчук Григорій Володимирович | Сільський голова, 1961 року народження, освіта незакінчена вища, член народної партії | 31.10.2010   |                 |

Примітка: таблиця складена за даними джерела

## Історія
Створена 1923 року, в складі с. Клітище та колонії Плехів Черняхівської волості Житомирського повіту Волинської губернії. 18 лютого 1923 року, відповідно до рішення Волинської ГАТК «Про об'єднання населених пунктів у сільради, зміну складу і центрів сільрад», кол. Плехів передано до складу Колоніє-Черняхівської сільської ради. 7 березня 1923 року включена до складу новоствореного Черняхівського району Житомирської (згодом — Волинська) округи. 23 лютого 1923 року, відповідно до рішення Волинської ГАТК «Про зміни меж округів, районів та сільрад», підпорядковано кол. Плехів Колоніє-Черняхівської сільської ради. 28 вересня 1925 року до складу ради передано ферму Ксаверівка Крученецької сільської ради Черняхівського району.
Станом на 1 вересня 1946 року сільська рада входила до складу Черняхівського району Житомирської області, на обліку в раді перебували села Клітище, Ксаверівка та Плехів.
11 серпня 1954 року, відповідно до указу Президії Верховної ради Української РСР «Про укрупнення сільських рад по Житомирській області», до складу ради приєднано територію та с. Крученець ліквідованої Крученецької сільської ради.
На 1 січня 1972 року сільська рада входила до складу Черняхівського району Житомирської області, на обліку в раді перебували села Клітище, Крученець, Ксаверівка та Плехів.
9 грудня 1985 року, відповідно до рішення Житомирського облвиконкому № 432 «Про деякі питання адміністративно-територіального устрою», села Ксаверівка та Крученець підпорядковані новоствореній Ксаверівській сільській раді Черняхівського району.
Виключена з облікових даних 17 липня 2020 року. Територію та населені пункти ради, відповідно до розпорядження Кабінету Міністрів України № 711-р від 12 червня 2020 року «Про визначення адміністративних центрів та затвердження територій територіальних громад Житомирської області», включено до складу Черняхівської селищної територіальної громади Житомирського району Житомирської області.